# Gelabert (cognom)

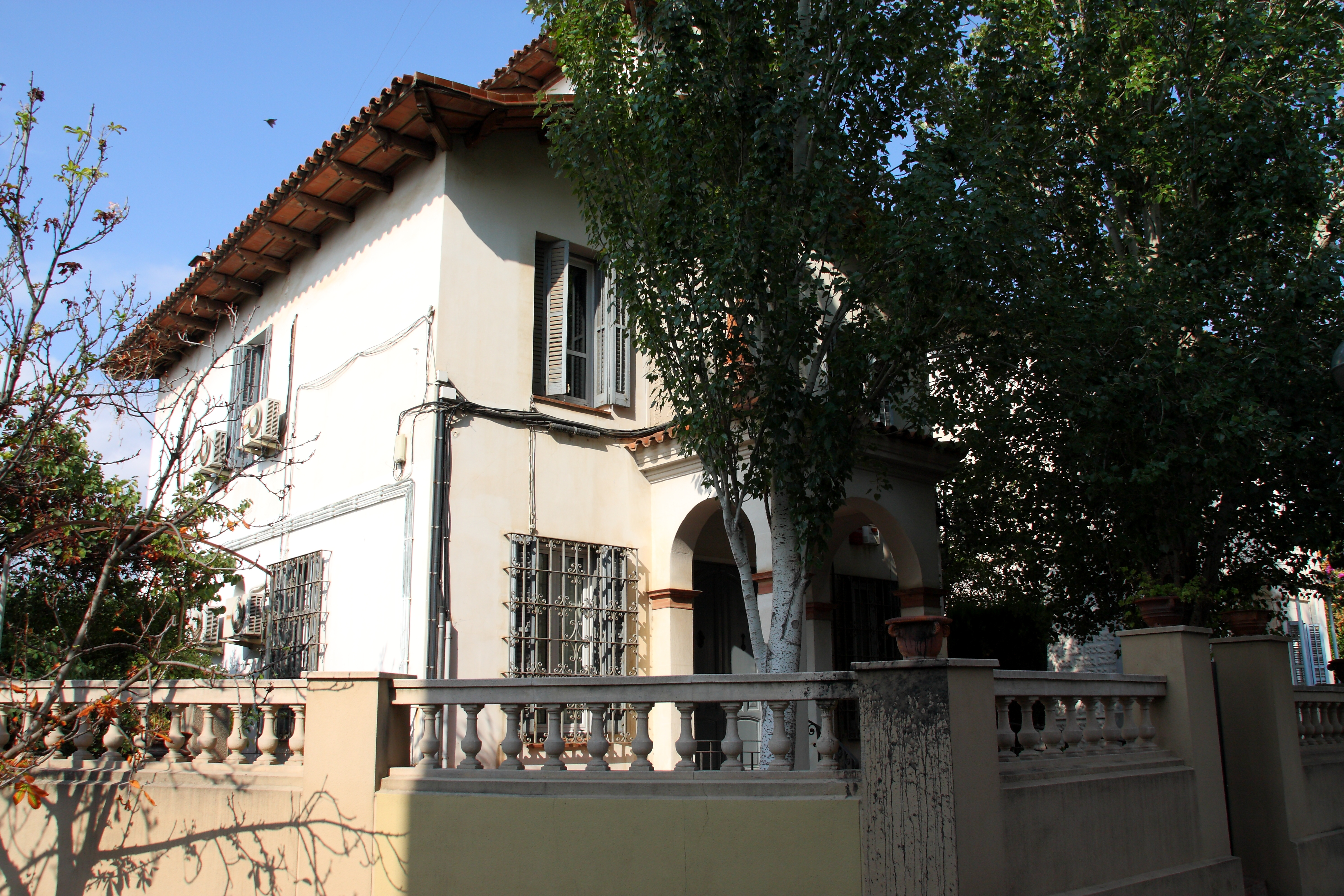
Torre Gelabert de Cornellà de Llobregat, que va pertànyer a aquest llinatge.

Gelabert o Gilabert (en altres llengües, també Guilabertus, Wilabertus i Willaperth) és un cognom patronímic poc freqüent d'origen català i que prové del nom germànic Gilabert (fletxa brillant) o Gisilbert (exuberant i famós).

## Llinatge
Durant el regnat de Jaume el Conqueridor, dos membres d'aquest llinatge van dirigir-se a la conquesta de Mallorca i s'hi van establir. Els hereus d'aquests conquistadors van assentar-se a Catalunya i, el febrer de 1323, un home anomenat Guillem Gelabert va adquirir propietats a Sant Just Desvern que van derivar en la construcció de Can Gelabert de la Riera. Posteriorment aquesta família es va ampliar i es va fundar Can Gelabert del Coscoll a Les Corts de Sarrià. També se'n van establir diversos membres a Esplugues de Llobregat, Sant Joan Despí, Cornellà de Llobregat i El Prat de Llobregat.
És considerat un dels cognoms més antics de les Illes Balears i, en concret, de Menorca, d'on n'existeixen registres de 1301. L'any 1366 Hugo Gilabert era el batlle de Maó, i al llarg del segle xvi el llinatge entrava als ajuntaments de Ciutadella de Menorca, Alaior i Es Mercadal.

## Heràldica
El seu escut d'armes és, sobre camp d'or, una àguila de sable, coronada.